# Odontella substriata
Odontella substriata är en urinsektsart som beskrevs av John L. Wray 1952. Odontella substriata ingår i släktet Odontella och familjen Odontellidae. Inga underarter finns listade i Catalogue of Life.